# Emporia (Virginia)
Emporia település az Amerikai Egyesült Államok Virginia államában, Vi megyében, melynek megyeszékhelye is. Lakosainak száma 5766 fő (2020. április 1.).

## Népesség
A település népességének változása:
| Lakosok száma | 5927 | 5770 | 5719 | 5588 | 5496 | 5766 |
|               | 2010 | 2011 | 2012 | 2013 | 2015 | 2020 |